# Диагорас
Диагорас от Милос (на гръцки: Διαγόρας ὁ Μήλιος) е древногръцки философ софист и поет от 5 век пр.н.е. Наричан е още Диагорас Атеиста.
Роден e през 465 пр.н.е. на остров Милос, един от Цикладите, Диагорас е бил роб, който е освободен чрез плащането на откуп от Демокрит. Диагорас последва Демокрит в Атина и става негов ученик и последовател. Воден от атомизма на Демокрит, който обяснява явленията в природата с причинно-следствена връзка, Диагорас публично изразява мнението си, че боговете не съществуват и че нещата в природата могат да се обясняват и без тяхната намеса. Но когато парадира ритуалите на Елевзинските мистерии, част от официалните религиозни вярвания на Атина, атиняните го изгонват (най-вероятно чрез остракизъм) и той е принуден да избяга (около 415 пр.н.е.) в Коринт, където и умира през 410 пр.н.е.